# Gnarly Buttons
Gnarly Buttons est une composition pour clarinette solo et ensemble de musique de chambre du compositeur américain John Coolidge Adams. L'œuvre est une commande jointe de l'orchestre anglais London Sinfonietta et de l'orchestre américain Present Music (en).
Elle a été jouée pour la première fois le 19 octobre 1996 au Queen Elizabeth Hall à Londres, dirigée par le compositeur et interprétée par le London Sinfonietta. La première américaine s'est déroulée à New York un an plus tard, en octobre 1997.
John Adams a expliqué que le titre Gnarly Buttons (nœuds en anglais) fait aussi bien référence aux nœuds d'un arbre qu'aux clefs de la clarinette.
John Adams a déclaré que « les trois mouvements sont chacun basés sur une “contrefaçon” ou un modèle musical imaginé ». Il a également indiqué que Gnarly Buttons a été influencé en partie par le décès de son père dû à la maladie d'Alzheimer. Son père lui avait enseigné la clarinette pendant sa scolarité mais John Adams n'avait jamais composé pour cet instrument avant d'avoir eu cinquante ans.

« Mon père était… obsédé par la clarinette. Et il faisait des choses drôles et étranges avec. Une fois, ma mère vidait une brassée de linge de la machine à laver, et elle a entendu ce bruit étrange et a regardé et vu que mon père avait pris la clarinette pièce par pièce et l'avait cachée dans le linge. Et d'une certaine manière, cela a suggéré une œuvre étrange, un peu folle qui a à la fois du charme et de l'humour, mais aussi une certaine poignance personnelle. »

— John Adams

## Structure
I. The Perilous Shore
II. Hoedown (Mad Cow)
III. Put Your Loving Arms Around Me

## Instrumentation
La partition originale est prévue pour une clarinette soliste et un ensemble de musique de chambre de treize musiciens dont un banjo qui double les parties de mandoline et de guitare, un cor anglais, un basson, un trombone, un piano, deux échantillonneurs et des cordes.